# Askers församling
Askers församling var en församling i Asker-Lännäs pastorat i Södra Närkes kontrakt i Strängnäs stift. Församlingen låg i Örebro kommun i Örebro län. Församlingen uppgick 2022 i Asker-Lännäs församling.

## Administrativ historik
Församlingen har medeltida ursprung. Församlingen utgjorde mellan 14 juni 1593 och 1962 ett eget pastorat och var innan dess och var från 1962 till 2022 moderförsamling i pastoratet Asker och Lännäs. Församlingen uppgick 2022 i Asker-Lännäs församling.

## Kyrkor
- Askers kyrka
- Brevens kyrka